# Mi abuelito de bolsillo
Mi abuelito de bolsillo (Grandpa in My Pocket) es una serie de televisión británica estrenada en 2009 y transmitiada por la cadena CBeebies. Está protagonizada por James Bolam, Jay Ruckley, Sam Ellis, Zara Ramm y Shaheen Jafargholi. La serie consta de 5 temporadas y 118 episodios.

## Sinopsis
Trata la historia del abuelo (James Bolam) de un niño de 10 años llamado Jason (Jay Ruckley) que tiene una mágica gorra reductora.

## Personajes
- James Bolam – Abuelo Mason: El abuelo de Jason (nombre completo Jeremy Mason), es lo que la mayoría de la gente ve como un abuelo ordinario, pero él posee una gorra mágica que encoge.
- Jay Ruckley – Jason: El personaje principal de las tres primeras series.
- Sam Ellis – Sr. Mason: Tío CJ a Josh y Elsie: El papá de Jason que trabaja en una tienda de bicicletas. Él es bastante olvidadizo.
- Zara Ramm – Sra. Mason: Tía Jules a Josh y Elsie: La mamá de Jason.
- Shaheen Jafargholi - Troy: el vecino de Jason. Es bravucón, presumido y bastante grosero, y siempre quiere molestar a Jason.

- Datos: Q5595528